# Bizen Heishirō
Pour les articles homonymes, voir Bizen.
Bizen Heishirō (備前 平四郎, Bizen Heishirō), né Bizen Fusanari (備前 房成, Bizen Fusanari), est un bushi de la fin de l'époque de Heian et du début de l'époque Kamakura affilié au clan de Minamoto no Yoshitsune.

## Biographie
Selon Minamoto no Michitomo, Bizen Heishirō devient vassal de Yoshitsune vers 1184, alors que ce dernier est envoyé par son père Minamoto no Yoritomo pour tuer Minamoto no Yoshinaka, qui avait fait sécession. Il participe aux côtés du clan Minamoto dans les batailles d'Ichi-no-Tani et de Yashima.
Heishirō est par la suite nommé gouverneur de Bizen par Yoshitsune. Il suit Yoshitsune dans les montagnes d'Ōshū pour mourir avec lui.
Il semblerait qu'il aurait pu être Bizen Shirō (備前 四郎), un guerrier mentionné dans le Genpei jōsuiki.
Il apparaît avec Benkei et Hitachibō Kaison (ja) dans une estampe de l'artiste d'ukiyo-e Kitagawa Tsukimaro conservée aux Musées royaux d'Art et d'Histoire de Bruxelles. Il figure aussi sur une estampe de Musha-e (en) d'Utagawa Kuniyoshi conservé dans le fonds Marega de l'université pontificale salésienne. Un personnage du film de Détective Conan Croisement dans l'ancienne capitale porte son nom.